# Jokin Aperribay Bedialauneta
Jokin Aperribay Bedialauneta (Deba, 27 de maig de 1966) és un empresari basc, president de la Reial Societat de Futbol des del 2008.

## Vida i carrera professional
Jokin Aperribay és fill de Joaquín Aperribay Elosua, vicepresident de la Reial Societat en època d'Iñaki Alkiza i un dels empresaris més importants de la Guipúscoa.
Els Aperribay estan vinculats a la indústria armamentística i més concretament amb l'empresa SAPA (Sociedad Anónima Placencia de las Armas), la fàbrica d'armament està situada a la localitat guipuscoana d'Andoain.

## Aperribay com a president
Jokin Aperribay és l'actual President de la Reial Societat de Futbol. Va prendre possessió del seu càrrec en una junta d'accionistes celebrada el 20 de desembre de 2008, com a part del projecte Realaren Lagunak (Amics de la Reial). Jokin Aperribay no va tenir cap problema per arribar al poder, comptava amb la gran majoria del suport dels accionistes i, el seu mandat a poc a poc es va anar estabilitzant socialment. Avui dia el nombre de defensors ha augmentat considerablement.
Un dels majors èxits d'Aperribay com a president de la Reial Societat ha estat la contenció i l'austeritat econòmica i social del club. Durant el seu mandat es va reordenar part de l'estructura del club. El gener de 2010, Aperribay anunciava que la Reial, com així ho havia ratificat el poder judicial, abandonava el procés concursal en què es trobava immersa des de feia diversos anys.
Finalment el 13 de juny de 2010, la Reial Societat aconseguí ascendir de categoria a la Lliga BBVA després de tres anys a la Segona Divisió, mantenint aquesta fita com un dels màxims èxits durant el seu mandat.
L'assoliment més important d'Aperribay com a president de la Reial, ha estat classificar els txuri-urdin en la temporada 2012/13 per a la Champions League, després de deu anys d'absència.